# Alan Manning
Alan Manning és l'autor d'un dels llibres més important sobre el mercat laboral, centrant-se en els mercats perfectes i en el monopsoni (Monopsony in Motion).
Des d'aquesta perspectiva, Manning manifesta que els empleats tenen poder de monopsoni sobre els seus treballadors. Aquest poder deriva de les friccions que existeixen en el mercat laboral que fa que els treballadors perdin el temps que es triga per canviar d'una feina a una altra.
Manning va aportar tant implicacions teòriques com proves pràctiques. Argumenta que els salaris, la desocupació, i el capital humà millorarien si es reconegués que els empresaris posseeixen part de poder monopsonista. En 2016 Theresa May el va nomenar membre del Comitè Assessor d'Immigració.

## Publicacions
- Manning, Alan (2013)  Minimum wages: a view from the UK Perspektiven der Wirtschaftspolitik, 14 (1-2). 57-66. ISSN 1465-6493
- Manning, Alan (2012)  National pay bargaining: please write to Tesco not the Times] British Politics and Policy at LSE (1 Oct 2012) Blog entry
- Georgiadis, Andreas and Manning, Alan (2012),  One nation under a groove? Understanding national identity] Journal of economic behavior & organization. ISSN 0167-2681
- Butcher, Tim, Dickens, Richard and Manning, Alan (2012),  Minimum wages and wage inequality: some theory and an application to the UK] CEP Discussion Papers, CEPDP1177. Centre for Economic Performance, London School of Economics and Political Science, London, UK.
- Manacorda, Marco, Manning, Alan and Wadsworth, Jonathan (2012),  The impact of immigration on the structure of male wages: theory and evidence from Britain] Journal of the European Economic Association, 10 (1). 120-151. ISSN 1542-4774
- Manning, Alan (2003), Monopsony in motion: imperfect competition in labor markets, Princeton University Press, Oxford, UK. ISBN 0691113122